# Hans Ucko
Hans Ucko (* 19. Januar 1900 in Dresden; † 1967 in London) war ein deutscher Mediziner.

## Leben und Tätigkeit
Nach dem Studium der Medizin und der Promotion erreichte Ucko 1930 die Stellung eines Privatdozenten für Innere Medizin an der Berliner Charité.
Wenige Monate nach dem Machtantritt der Nationalsozialisten wurde Ucko gemäß § 3 des Berufsbeamtengesetzes aus dem Staatsdienst entlassen. Er ging daraufhin in die Emigration nach Frankreich, wo er eine Forschungsstelle an der Clinique médicale de l'hôtel de Dieu in Paris fand. 1935 wechselte er ans Guy’s Hospital in London.
Die nationalsozialistischen Polizeiorgane stuften Ucko derweil als Staatsfeind ein: Anfang 1940 wurde er vom Reichssicherheitshauptamt auf die Sonderfahndungsliste G.B. gesetzt, ein Verzeichnis von Personen, die im Falle einer erfolgreichen deutschen Invasion Großbritanniens durch die Sonderkommandos der SS-Einsatzgruppen mit besonderer Priorität ausfindig gemacht und verhaftet werden sollten.

## Schriften
- Der Einfluß des Nervensystems auf den Wasser- und Salzstoffwechsel, 1923.